# Friedrich Sigmundt
Friedrich Sigmundt (* 10. oder 11. November 1856 in Wien; † 6. März 1917 in Graz) war ein österreichischer Architekt.

## Biografie
Er war der Sohn eines Seidenzeugfabrikanten. Nach Absolvierung der Realschule in Wien-Schottenfeld studierte er 1874–75 an der Ingenieurschule. Er studierte ab 1875 an der Bauarchitekturschule der Technischen Hochschule Wien, welche er 1880 mit dem Absolutorium abschloss. 1880 war er bei Otto Wagner in Wien tätig, 1880–86 als Mitarbeiter des Grazer Architekten Johann Wist unter anderem am Neubau der dortigen Technischen Hochschule beteiligt. 1880–90 war er Assistent an der Hochschule, ab 1881 selbständig im Baufach und wirkte daneben als Sachverständiger beim Landesgericht Graz. Ab 1891 war er Supplent an der Staatsgewerbeschule Graz, ab 1896 Professor. Er ging im Jahre 1914 in den Ruhestand. 1915 wurde ihm für seine Verdienste das Ritterkreuz des Franz-Josephs-Ordens verliehen.
Seine Studienreisen führten ihn 1879–80 nach Italien, 1883–90 mehrmals nach Deutschland und in die Schweiz. 1900 hielt er sich in Paris und London auf.
Sigmundt entwarf Pläne für Alpenschutzhäuser und -gasthöfe und arbeitete auch für die Südbahngesellschaft. Inwieweit er an der Planung von deren internationalen Hotelanlagen beteiligt war, ist nicht eindeutig belegt. Zu seinen Großprojekten zählten unter anderen das Haus der Wechselseitigen Brandschaden-Versicherungs-Anstalt in Graz, welches er gemeinsam mit Leopold Theyer errichtete, sowie 1894 der Neubau des Grazer Kaufhauses Kastner & Öhler. Eines seiner herausragendsten Werke war das Kaufhaus Urbanc in Laibach, welches 1902–03 errichtet wurde.
Zu seinen weiteren werken gehörten eine Anzahl von Villen in Kärnten und der Steiermark, Brunnen, Grabdenkmäler, Gartenanlagen usw.
Er war mit Amalia, geb. Knöbl verheiratet. Er verstarb in seinem Haus an der Sparberchsgasse.

## Werke (Auswahl)

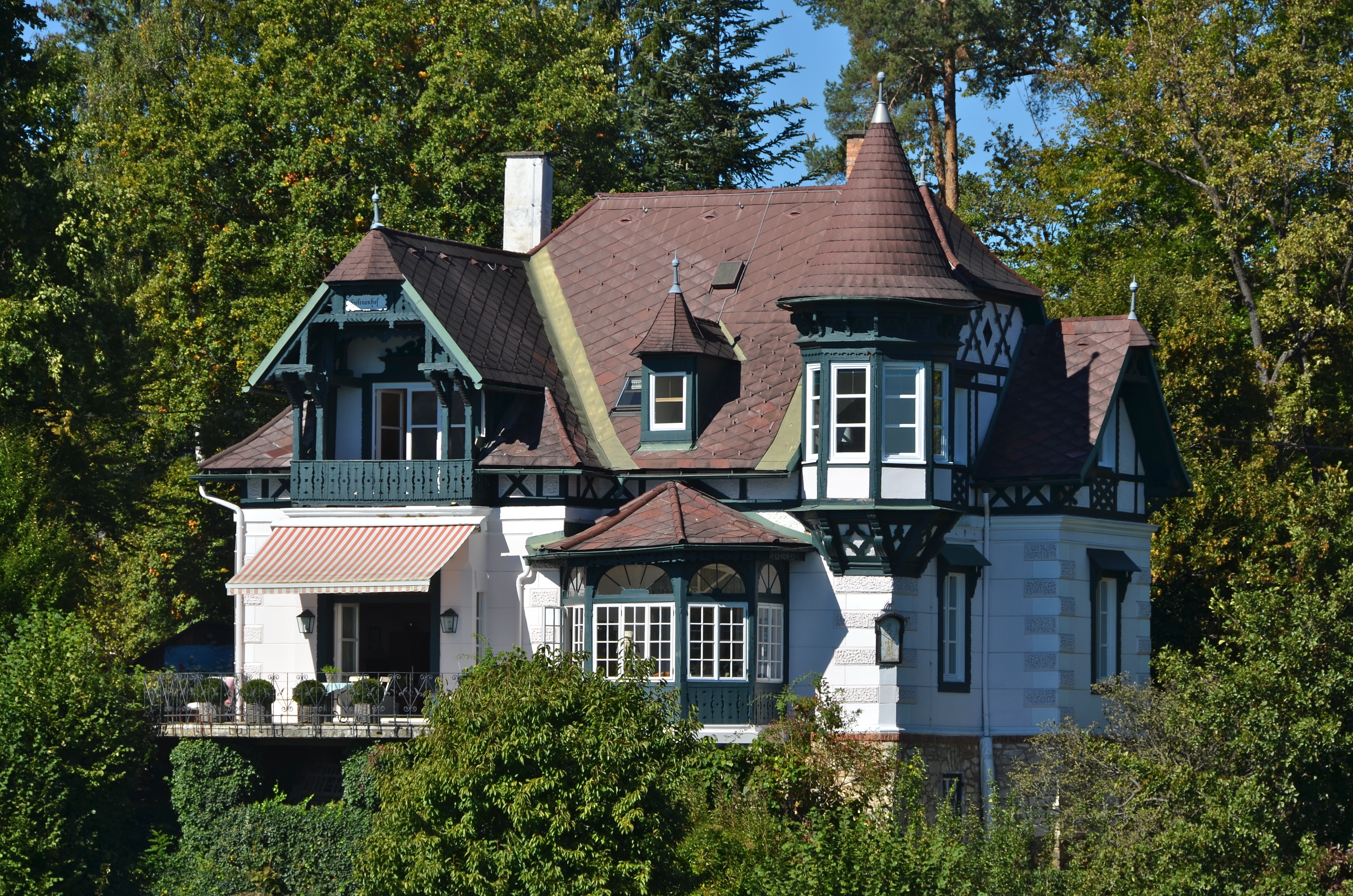
Villa Schwalbennest in Krumpendorf am Wörthersee, 1888–89 erbaut

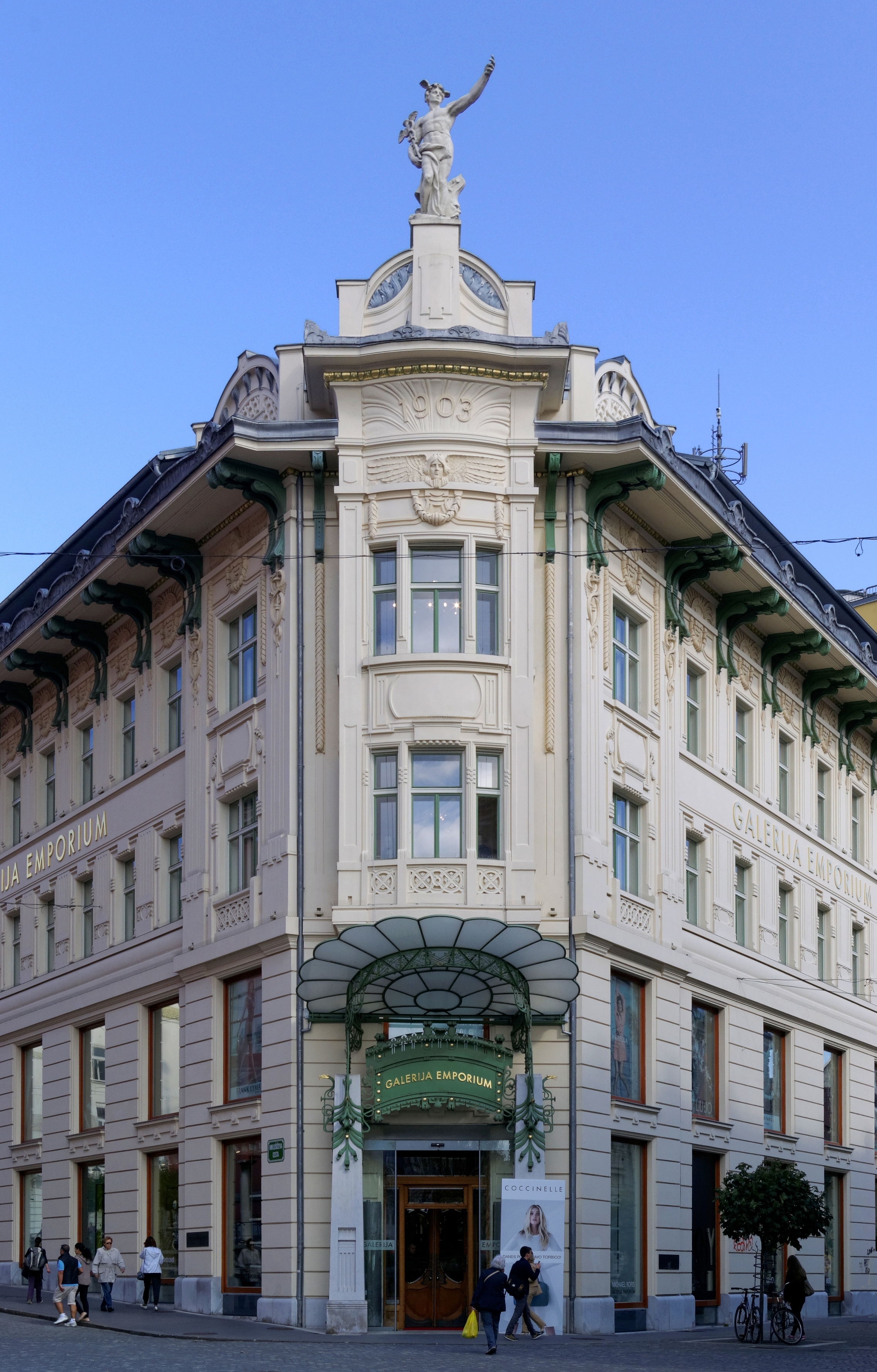
Das Urbanc-Haus in Laibach, 1903 erbaut

- Villa Pirkershausen in Wolfsberg (Kärnten), 1888
- Villa Schwalbennest, vormals Villa Janesch, in Krumpendorf am Wörthersee, 1889
- Stubenberghaus, am Schöckl bei Graz, 1889–90
- Villa Margaretha in Wolfsberg, 1896–98
- Schutzhaus Kronprinzessin Stephanie, am Učka bei Opatija, gemeinsam mit F. Wilhelm, 1897
- Urbanc-Haus in Ljubljana, 1902–03[3][4]
- Eisenkonstruktion des Dachreiters vom Grazer Glockenspiel, 1905[5]